# Городецкий, Иосиф Моисеевич
Иосиф Моисеевич Городецкий (5 июля 1911 года, Фастов, Киевская губерния, Российская империя — 24 августа 1994 года, Киев, Украина) — советский кинооператор, журналист, драматург. Член Союза кинематографистов СССР и УССР.

## Биография
Родился 5 июля 1911 года в Фастове, на то время посёлке Киевской губернии в составе Российской империи. Детство и юность провёл в Киеве, где окончил 4 класса средней школы, затем поступил в школу-завод № 3 в Киеве для обучения слесарному делу. Осенью 1930 г. являлся студентом 4-го курса рабфака при вечернем индустриальном институте, совмещая работу слесарем на заводе «Красный пахарь» и обучение. 31 декабря 1931 г. зачислен студентом рабфака при Киевском институте кинематографии и по окончании курса обучения в феврале 1936 г. получил специальность оператора кинохроники. Оператор студий Укркинохроники в Харькове и Киеве с 1932 по 1941 год, с перерывом на прохождение службы в рядах РККА в 1936—1937 гг. Служил в г. Житомире в связном батальоне. Демобилизовался в звании командира взвода связи. В июне 1939 г. был переведён оператором в корреспондентский пункт кинохроники в г. Сталино (ныне г. Донецк). Весной 1941 г. был направлен в Новосибирскую киностудию, где работал до начала Великой Отечественной войны, в которой принимал участие в составе войск 31-й армии, гвардии лейтенант. Был дважды ранен, в результате второго тяжёлого ранения 29 марта 1942 г. стал инвалидом Великой Отечественной войны. Первоначально лечение после ранения проходил в госпитале в г. Ачинск Красноярского края. Впоследствии на излечении в г. Сталинабад (ныне Душанбе, Таджикистан), где он работал военруком в средней школе, а в марте 1943 г. был назначен преподавателем кафедры военных дисциплин в Таджикском медицинском институте, но 18 марта 1944 г. освобождён от занимаемой должности ввиду состояния здоровья. Оператор Укркинохроники с 1944 по 1948 годы в Черновцах и Ворошиловграде.
В 1951—1952 гг. работал на Фрунзенской студии кинохроники, на Ашхабадской студии художественных и хроникально-документальных фильмов в 1953—1954 гг. Оператор Куйбышевской студии кинохроники в Уфе (1954—1956 гг.). С 1956 по 1959 год работал на Свердловской киностудии. В 1959—1970 гг., до выхода на пенсию, оператор Куйбышевской студии кинохроники в Пензе. В 1977 году вернулся в Киев, где проживал до своей смерти в 1994 году. Похоронен в Пензе на Ново-Западном кладбище.

## Фильмография
- 1935 — Бенеш на Украине
- 1935 — Ясельный дворец
- 1936 — Физкультурный парад
- 1936 — Октябрьская революция
- 1938 — Безопасность движения
- 1940 — День нового мира
- 1945 — Украина возрождается
- 1952 — Народные виды спорта
- 1955 — Передовая ферма
- 1957 — Доменщики Магнитки
- 1958 — Наука преобразует природу
- 1961 — На свет маяка
- 1961 — Художник Вл. Серов
- 1962 — Мечте навстречу
- 1963 — Мы из Пензы
- 1964 — Комплексная механизация
- 1964 — Лермонтов (фильм)
- 1964 — Новое в уборке зерновых
- 1966 — Никольский хрусталь
- 1967 — Бессоновка — село советское
- 1967 — Сколько стоит кубометр? (фильм)

## Награды
- медаль «За доблестный труд в Великой Отечественной войне 1941—1945 гг.» (1946)
- орден Красной Звезды (1965)
- Знак ветерана 31-й армии (1974)
- почетный нагрудный знак «Ветеран 247-й Рославльской стрелковой дивизии» (1976)[1]